# Frank Skinner (Komponist)
Frank Skinner (* 31. Dezember 1897 in Meredosia, Illinois; † 8. Oktober 1968 in Hollywood) war ein US-amerikanischer Komponist.

## Leben
Frank Skinner studierte Musik am Chicago Musical College und arbeitete zu Beginn seiner Karriere als Arrangeur für Tanzkapellen und Vaudevilleshows. 1925 kam er nach New York City, wo er für den Musikverlag Robbins bis 1935 über 2000 Popsongs arrangierte. 1936 ging er nach Hollywood, wo er zunächst in der Musikabteilung von Metro-Goldwyn-Mayer arbeitete und später für Universal Studios. In mehr als dreißig Jahren Filmarbeit komponierte er die Musik zu über 200 Filmen. Er gewann zwar nie einen Oscar, war aber fünfmal für die begehrte Trophäe nominiert. Skinner gehörte zu den exzellentesten Handwerkern unter den Filmmusikkomponisten.

## Filmografie (Auswahl)
- 1933: Der Boxer und die Lady (The Prizefighter and the Lady)
- 1938: Mad About Music
- 1938: Wirbelwind aus Paris (The Rage of Paris)
- 1939: Der große Bluff (Destry Rides Again)
- 1939: Frankensteins Sohn (Son of Frankenstein)
- 1939: Die grüne Hölle (Green Hell)
- 1940: The House of the Seven Gables
- 1940: Der Unsichtbare kehrt zurück (The Invisible Man Returns)
- 1940: Mein kleiner Gockel (My Little Chickadee)
- 1940: Das Haus der sieben Sünden (Seven Sinners)
- 1940: Die unsichtbare Frau (The Invisible Woman)
- 1940: The Boys from Syracuse
- 1940: Schwarzer Freitag (Black Friday)
- 1941: Die Abenteurerin (The Flame of New Orleans)
- 1941: Seitenstraße (Back Street)
- 1941: Sprechstunde für Liebe (Appointment for Love)
- 1941: In der Hölle ist der Teufel los! (Hellzapoppin’)
- 1942: Arabische Nächte (Arabian Nights)
- 1942: Pittsburgh
- 1942: Saboteure (Saboteur)
- 1942: Die Stimme des Terrors (Sherlock Holmes and the Voice of Terror)
- 1943: Neun Kinder und kein Vater (The Amazing Mrs. Holliday)
- 1943: Unternehmen Donnerschlag (‘Gung Ho!’)
- 1943: Verhängnisvolle Reise (Sherlock Holmes in Washington)
- 1944: Unter Verdacht (The Suspect)
- 1945: Die Herberge zum Roten Pferd (Frontier Gal)
- 1946: Feuer am Horizont (Canyon Passage)
- 1946: Vergessene Stunde (Black Angel)
- 1946: Die Ausreißerin (The Runaround)
- 1947: Das Ei und ich (The Egg and I)
- 1947: Reite auf dem rosa Pferd (Ride the Pink Horse)
- 1947: Der Verbannte (The Exile)
- 1948: Abbott und Costello treffen Frankenstein (Abbott and Costello Meet Frankenstein)
- 1948: Stadt ohne Maske (The Naked City)
- 1948: Tal der Leidenschaften (Tap Roots)
- 1948: Die schwarze Maske (Black Bart)
- 1948: Fünf auf Hochzeitsreise (Family Honeymoon)
- 1949: Tulsa
- 1949: Schwert in der Wüste (Sword in the Desert)
- 1949: Die schwarzen Teufel von Bagdad (Bagdad)
- 1949: Auf Leben und Tod (The Fighting O'Flynn)
- 1949: Spielfieber (The Lady Gambles)
- 1949: Liebe auch ohne Patent (Free for All)
- 1950: Alter schützt vor Liebe nicht (Louisa)
- 1950: Francis, ein Esel – Herr General (Francis)
- 1950: Im Lande der Comanchen (Comanche Territory)
- 1950: Mein Freund Harvey (Harvey)
- 1950: Verliebt, verlobt, verheiratet (Peggy)
- 1950: Winchester ’73
- 1950: Der Wüstenfalke (The Desert Hawk)
- 1951: Sieg über das Dunkel (Bright Victory)
- 1951: Mord in Hollywood (Hollywood Story)
- 1951: Ein Wochenende mit Papa (Week-End with Father)
- 1951: Das Zeichen des Verräters (Mark of the Renegade)
- 1951: Spielschulden (The Lady Pays Off)
- 1952: Bonzo Goes to College
- 1952: Meuterei am Schlangenfluß (Bend of the River)
- 1952: Sturmfahrt nach Alaska (The World in His Arms)
- 1952: Der Schatz im Canyon (The Treasure of Lost Canyon)
- 1952: Aus Liebe zu Dir (Because of You)
- 1953: Strandgut (Forbidden)
- 1953: Der Mann vom Alamo (The Man from Alamo)
- 1953: Die Todesbucht von Louisiana (Thunder Bay)
- 1954: Über den Todespaß (The Far Country)
- 1954: Die wunderbare Macht (Magnificent Obsession)
- 1954: Attila, der Hunnenkönig (Sign of the Pagan)
- 1955: Der Speer der Rache (Chief Crazy Horse)
- 1955: Was der Himmel erlaubt (All That Heaven Allows)
- 1956: In den Wind geschrieben (Written on the Wind)
- 1956: Noch heute sollst du hängen (Star in the Dust)
- 1957: Tammy (Tammy and the Bachelor)
- 1957: Der letzte Akkord (Interlude)
- 1957: Der Mann mit den 1000 Gesichtern (Man of a Thousand Faces)
- 1957: Kreuzverhör (The Tattered Dress)
- 1957: Der Engel mit den blutigen Flügeln (Battle Hymn)
- 1958: Duell in den Wolken (The Tarnished Angels)
- 1959: Solange es Menschen gibt (Imitation of Life)
- 1960: Mitternachtsspitzen (Midnight Lace)
- 1961: Endstation Paris (Back Street)
- 1963: Captain Newman (Captain Newman, M.D.)
- 1964: Die letzte Kugel trifft (Bullet for a Badman)
- 1965: Der Mann vom großen Fluß (Shenandoah)
- 1966: Südwest nach Sonora (The Appaloosa)
- 1966: Madame X (Madame X)

## Veröffentlichungen (Auswahl)
- Underscore. A complete course in scoring for motion pictures and television, […]. Criterion Music Corp., New York.